# Helmut-M.-Braem-Übersetzerpreis
Der Helmut-M.-Braem-Übersetzerpreis war der erste Übersetzerpreis Deutschlands. Er wird seit 1978 alle zwei Jahre vom Freundeskreis zur Förderung literarischer und wissenschaftlicher Übersetzungen e. V. „für die beispielhafte Übersetzung eines Prosawerks ins Deutsche“ ausgeschrieben.

## Namensgebung
Der Preis ist dem Andenken an Helmut M. Braem gewidmet, den langjährigen Vorsitzenden des Verbandes deutschsprachiger Übersetzer literarischer und wissenschaftlicher Werke (VdÜ). Der Initiative Braems verdankt der Verband u. a. seine Jahrestagung (heute Wolfenbütteler Gespräche), die Zeitschrift Übersetzen und den Freundeskreis zur Förderung literarischer und wissenschaftlicher Übersetzungen e. V.
Helmut M. Braem übersetzte, häufig in Zusammenarbeit mit seiner Ehefrau Elisabeth Braem-Kaiser, zahlreiche englischsprachige Autoren, darunter E. E. Cummings, William Faulkner und Henry James.

## Vergabemodalitäten
Eigenbewerbungen von Übersetzern sind erwünscht; ebenso sind deutschsprachige Verlage eingeladen, preiswürdige Übersetzungen einzureichen.
Der Preis wird aus Zuwendungen von Verlagen und privaten Spenden finanziert und ist mit 15.000 € dotiert (Stand 2024).
Für jede Ausschreibung beruft der Freundeskreis eine fünfköpfige Jury, der drei Übersetzer, ein Journalist und ein Wissenschaftler aus dem Bereich Sprach-, Literatur- oder Kulturwissenschaft angehören. Die Jurymitglieder werden in der Regel für zwei Preistermine berufen.
Die Verleihung des Preises findet jeweils im Rahmen der Jahrestagung des VdÜ in Wolfenbüttel statt.

## Die Preisträger
Etliche Laudationes und Dankesreden können von der Website des Freundeskreises heruntergeladen werden.
- 2024: Karin Betz für die Übersetzung des Romans Meine Stadt der Hongkonger Autorin Xi Xi. Der Preis würdigt zugleich das übersetzerische Lebenswerk von Betz. - Laudatio: Philipp Theisohn
- 2022: Stefan Moster für seine Übersetzung aus dem Finnischen Im Saal von Alastalo von Volter Kilpi; mare Verlag. - Laudatio: Manuela Reichart
- 2020: Miriam Mandelkow für ihre Übersetzung aus dem Englischen Von dieser Welt von James Baldwin, dtv, sowie ihre weiteren Neu-Übertragungen dieses Autors
- 2018: Olaf Kühl für seine Übersetzung aus dem Polnischen Der Boxer von Szczepan Twardoch; Rowohlt Berlin. - Laudatio: Hauke Hückstädt
- 2016: Frank Heibert für seine Übersetzung aus dem Englischen Zehnter Dezember von George Saunders; Luchterhand Literaturverlag. - Laudatio: Elisabeth Ruge
- 2014: Hans-Christian Oeser für seine Übersetzung aus dem Englischen Meine geheime Autobiographie von Mark Twain; Aufbau Verlag. - Laudatio: Prof. Dr. Walter Grünzweig
- 2012: Thomas Brovot für seine Übersetzung aus dem Spanischen Tante Julia und der Schreibkünstler von Mario Vargas Llosa; Suhrkamp Verlag. - Laudatio: Helga Pfetsch
- 2010: Vera Bischitzky für ihre Übersetzung aus dem Russischen Tote Seelen von Nikolai Gogol; Artemis & Winkler Verlag. - Anstelle einer Laudatio: Gespräch der Preisträgerin mit Burkhart Kroeber
- 2008: Michael Walter für seine Übersetzung aus dem Englischen Sylvie und Bruno von Lewis Carroll; dtv. - Laudatio: Joachim Kalka
- 2006: Manfred Allié für seine Übersetzung aus dem Englischen Die Zeit der Gaben von Patrick Leigh Fermor; Dörlemann Verlag. - Laudatio: Tilman Spreckelsen
- 2004: Helga van Beuningen für ihre Übersetzung aus dem Niederländischen Die zahnlose Zeit von A.F.Th. van der Heijden: Suhrkamp Verlag. - Laudatio: A.F.Th. van der Heijden
- 2002: Maria Carlsson für ihre Übersetzung aus dem Englischen Gertrude und Claudius von John Updike; Rowohlt Verlag. - Laudatio: Hans Georg Heepe
- 2000: Marcus Ingendaay für seine Übersetzung aus dem Englischen Die Fälschung der Welt von William Gaddis; Zweitausendeins. - Laudatio: Denis Scheck
- 1998: Maralde Meyer-Minnemann für ihre Übersetzung aus dem Portugiesischen Das Handbuch der Inquisitoren von António Lobo Antunes; Luchterhand Literaturverlag. - Laudatio: Hans Altenhein
- 1996: Dieter E. Zimmer für seine Übersetzung aus dem Englischen Das wahre Leben des Sebastian Knight von Vladimir Nabokov: Rowohlt Verlag. - Laudatio: Paul Ingendaay
- 1994: Susanne Lange für ihre Übersetzung aus dem Spanischen Palinurus von Mexiko von Fernando del Pasos; Frankfurter Verlagsanstalt. - Laudatio: Fritz Rudolf Fries
- 1992: Verena Reichel für ihre Übersetzung aus dem Schwedischen Nachmittag eines Fliesenlegers von Lars Gustafsson; Hanser Verlag. - Laudatio: Helmut Frielinghaus
- 1990: Karin Graf für ihre Übersetzung aus dem Englischen Preisen will ich die großen Männer von James Agee; Schirmer/Mosel Verlag. - Laudatio: Sibylle Cramer
- 1988: Wilfried Böhringer für seine Übersetzung aus dem Spanischen Drei traurige Tiger von Cabrera Infante; Suhrkamp Verlag. - Laudatio: Walter Boehlich
- 1986: Karin Kersten für ihre Übersetzung aus dem Englischen Ladies Almanach von Djuna Barnes; Verlag Klaus Wagenbach. - Laudatio: Kyra Stromberg
- 1984: Toni Kienlechner für ihre Übersetzung aus dem Italienischen Die grässliche Bescherung in der via Merulana von Carlo Emilio Gadda; Piper Verlag. - Laudatio: Burkhart Kroeber
- 1982: Eva Moldenhauer für ihre Übersetzung aus dem Französischen Traurige Tropen von Claude Lévi-Strauss; Suhrkamp Taschenbuchverlag. - Laudatio: Helmut Scheffel
- 1980: Peter Urban für seine Übersetzung aus dem Russischen Briefe von Anton Čechov; Diogenes Verlag. - Laudatio: Walter Boehlich
- 1978: Traugott König für seine Übersetzung aus dem Französischen Der Idiot der Familie von Jean-Paul Sartre; Rowohlt Verlag. - Laudatio: Hanns Grössel